# ادواردو پریرا رودریگز
ادواردو پریرا رودریگز (به پرتغالی: Eduardo Pereira Rodrigues) مهاجم اهل برزیل است که در شهر گویانیا و در تاریخ ۷ ژانویهٔ ۱۹۹۲ به دنیا آمده‌است.
ادواردو پریرا رودریگز در تیم‌های فوتبال کروزیرو سابقهٔ حضور دارد.